# Notholca latistyla
Notholca latistyla är en hjuldjursart som beskrevs av Olofsson 1918. Notholca latistyla ingår i släktet Notholca och familjen Brachionidae. Arten är reproducerande i Sverige. Inga underarter finns listade i Catalogue of Life.